# Eric Clapton
Eric Patrick Clapton Shaw (Ripley, Surrey, Anglaterra, 30 de març de 1945) és un guitarrista, cantant i compositor de rock i blues, conegut per la seva mestria amb la guitarra elèctrica, en concret amb la seva Stratocaster. És conegut amb el renom de "Slowhand" (Mà lenta), des de la seva època a The Yardbirds. Clapton és membre del Saló de la Fama del Rock per partida triple; per ser membre de The Yardbirds, de Cream i per la seva carrera en solitari. A la vista de molts crítics, Clapton ha estat un dels artistes més respectats i influents de tots els temps. A més, apareix al lloc número 4 de la llista dels "100 millors guitarristes de tots els temps" i en el lloc número 53 de l'especial "100 Greatest Artists" de la revista Rolling Stone.
El seu estil musical ha experimentat diversos canvis durant la seva carrera, però les seves arrels sempre han estat profundament lligades amb el blues. És reconegut com un innovador en diverses etapes de la seva carrera, practicant el blues rock amb John Mayall's Bluesbreakers i The Yardbirds, i el rock psicodèlic amb Cream, a més d'haver tocat estils molt diversos a la seva etapa en solitari; Delta blues al seu àlbum Me and Mr. Johnson, pop a la seva cançó "Change the World" o reggae a la versió de la cançó de Bob Marley ("I shot the Sheriff"). Possiblement el gran èxit fou la cançó Layla de la seva època amb Derek and the Dominos.
L'any 1999 va fundar el Crossroads Guitar Festival, que són una sèrie de concerts benèfics i festivals musicals que recapten fons per al Crossroads Centre, un centre de tractament de la drogoaddicció establert a l'illa d'Antigua.

## Influències
Clapton ha tocat temes d'artistes molt diversos, però sobretot de Robert Johnson i J.J. Cale. Altres artistes que ha homenatjat són Bob Marley, Bo Diddley i Bob Dylan. Segons cità, les seves influències principals han estat Freddie King, B. B. King, Albert King, Buddy Guy, Hubert Sumlin i Robert Johnson. Clapton digué de Johnson:
| « | "... el músic de blues més important que mai ha existit. Ell era el veritable, absolutament, mai he trobat res amb més sentiment que Robert Johnson. La seva música és el plor més potent que pots trobar en una veu humana, de veritat... semblava resonar amb quelcom que jo sempre vaig sentir." | » |

## Músics
Membres en algun moment de la seva carrera en solitari
- Albert Lee - guitarra, veus, cors.
- Mark Knopfler - guitarra.
- Andy Fairweather-Low - guitarra, cors.
- Phil Palmer - guitarra.
- Ry Cooder - guitarra.
- George Terry - guitarra, cors.
- Alan Darby - guitarra.
- Tim Renwick - guitarra.
- Roger Waters - veus, guitarra, baix.
- Michael Kamen - teclat.
- Alan Clark - piano, teclat.
- Gary Brooker - teclat, cors.
- Chuck Leavell - piano, teclat, orga hammond.
- Greg Phillinganes - teclat, orga hammond, cors.
- Billy Preston - orga hammond.
- David Sancious - teclat, guitarra, harmònica, cors.
- Chris Stainton - piano, teclat.
- Mel Collins - saxòfon.
- Dave Bronze - baix.
- Dave Merkee - baix.
- Nathan East - baix, veus, cors.
- Pino Palladino - baix.
- Carl Radle - baix, guitarra.
- Paulinho Da Costa - percussió.
- Phil Collins - bateria, veus.
- Ray Cooper - percussió.
- Jim Gordon - bateria, piano.
- Jeff Porcaro - bateria.
- Steve Ferrone - bateria.
- Henry Spinetti - bateria.
- Steve Gadd - bateria.
- Ricky Lawson - bateria.
- Andy Newmark - bateria.
- Jamie Oldaker - bateria.
- Yvonne Elliman - veus, cors, guitarra.
- Katie Kissoon -cors.
- Marcy Levy - veus, cors, harmònica.
- Tessa Niles -cors.
- Joe Sample - piano, Wurlitzer.
- Dorren Chanter - veus.
- Peter Robinson - sintetitzadors.
- Dick Sims - teclat.
- Donald Dunn - baix.

## Discografia
- Àlbums d'estudi

| Any  | Títol                               | Discogràfica                       | RIAA (U.S.A) |
| 1970 | Eric Clapton                        | Atco (primera edició USA), Polydor | Cap          |
| 1974 | 461 Ocean Boulevard                 | RSO                                | Or           |
| 1975 | There's One in Every Crowd          | RSO                                | Cap          |
| 1976 | No Reason to Cry                    | Polydor                            | Cap          |
| 1977 | Slowhand                            | Polydor                            | Triple Platí |
| 1978 | Backless                            | Polydor                            | Platí        |
| 1981 | Another Ticket                      | Polydor                            | Or           |
| 1983 | Money and Cigarettes                | Warner Bros. Records               | Cap          |
| 1985 | Behind the Sun                      | Warner Bros. Records               | Platí        |
| 1986 | August                              | Reprise Records                    | Or           |
| 1989 | Journeyman                          | Reprise Records                    | Doble Platí  |
| 1994 | From the Cradle                     | Reprise Records                    | Triple Platí |
| 1998 | Pilgrim                             | Reprise Records                    | Platí        |
| 2000 | Riding with the King amb B. B. King | Reprise Records                    | Doble Platí  |
| 2001 | Reptile                             | Reprise Records                    | Or           |
| 2004 | Me and Mr. Johnson                  | Warner Bros. Records               | Or           |
| 2004 | Sessions For Robert J               | Warner Bros. Records               | Cap          |
| 2005 | Back Home                           | Reprise Records                    | Or           |
| 2006 | The Road to Escondido amb J.J. Cale | Reprise Records                    | Or           |

## Bandes sonores
Clapton ha col·laborat a diverses bandes sonores, ja sigui aportant cançons o component cançons noves.
Resum:
- Mean Streets (1973) - "I Looked Away"
- The Hit (1984) - Banda sonora completa
- Back to the Future (1985) - "Heaven Is One Step Away"
- El color del dinero (1986) - "It's In The Way That You Use It"
- Lethal Weapon 2 (1988) - "Knockin' On Heaven's Door"
- Un dels nostres (Goodfellas) (1990) - "Layla" i "Sunshine of Your Love"
- Rush (1991) - Banda sonora completa
- Wayne's World (1992) - "Loving your Loving"
- Los amigos de Peter (1992) - "Give Me Strength"
- Lethal Weapon (1992) Contribució en la producció i escriví juntament amb Sting "It's Probably Me" i "Runaway Train" juntament amb Elton John.
- True Lies (1994) - "Sunshine of Your Love"
- Twister (1996) - "Motherless Child"
- Phenomenon (1996) - "Change the World"
- Patch Adams (1998) - "Let It Rain"
- Lethal Weapon 4 (1998) - "Pilgrim"
- City Of Angels (1998) - "Further On Up The Road"
- Novia a la fuga (1999) - Blue Eyes Blue
- La nostra història (The Story of Us) (1999) - "(I) Get Lost"
- Dancing At The Blue Iguana (2000) - "River of Tears"
- A Knight's Tale (2001) - "Further On Up The Road"
- Escuela de rock (2003) - "Sunshine Of Your Love"
- Starsky & Hutch (2004) - "Cocaine"
- Una pandilla de pelotas (2005) - "Cocaine"
- Lord of War (2005)- "Cocaine"

## Filmografia i videografia
- "Farewell Cream" (1968)
- "Rock And Roll Circus" (1968)
- "The Concert For Bangladesh" (1971)
- "Film About Jimi Hendrix" (1973)
- "Tommy" (l'ópera rock de The Who) (1974)
- "Circasia" (1975)
- "The Last Waltz" (Martin Scorsese) (1976)
- "Eric Clapton's Rolling Hotel" (1978)
- "Water" (1985)
- "Hail Hail Rock N Roll" (1986)
- "Blues Brother's 2000 " (1998)
- "Concert For George" (2002)

Documentals:
- "Can You Hear The Wind Howl" (1997)
- "Tom Dowd: The Language of Music" (2003)
- "J.J. Cale To Tulsa and Back" (2006)
- "Before The Music Dies" (2006).